# Mothocya collettei
Mothocya collettei är en kräftdjursart som beskrevs av Bruce1986. Mothocya collettei ingår i släktet Mothocya och familjen Cymothoidae. Inga underarter finns listade i Catalogue of Life.